# Conseil européen extraordinaire du 24 février 2022
Le Conseil européen extraordinaire du 24 février 2022 est convoqué dans l'urgence à la suite du déclenchement par la Russie d'opérations de guerre sur le territoire de l'Ukraine.
Entre ce Conseil européen du 24 février 2022 et la réunion informelle des dirigeants de l'UE des 10 et 11 mars 2022, le Conseil de l'UE se réunit à plusieurs reprises pour adopter des mesures supplémentaires afin de prendre en compte l'évolution politique, militaire et humanitaire de la situation en Ukraine. Ces mesures visent essentiellement la Russie, mais aussi la Biélorussie.
Ces mesures sont de trois types : des sanctions qui touchent des personnalités russes et plusieurs secteurs économiques de la Russie, des mesures d'accueil des réfugiés ukrainiens dans l'UE, et des livraisons d'armes à l'Ukraine, pour la première fois dans l'histoire de l'UE.
À chaque réunion, l'UE rappelle qu'elle « condamne avec la plus grande fermeté l'agression militaire non provoquée et injustifiée commise par la Fédération de Russie contre l'Ukraine et appelle la Russie à cesser immédiatement ses actions militaires, à retirer sans condition toutes ses forces et équipements militaires de la totalité du territoire ukrainien et à respecter pleinement l'intégrité territoriale, la souveraineté et l'indépendance de l'Ukraine à l'intérieur de ses frontières reconnues au niveau international ».

## Conclusions du Conseil européen
Les dirigeants européens condamnent « avec la plus grande fermeté l'agression militaire non provoquée et injustifiée de la Fédération de Russie contre l'Ukraine » qui « viole de façon flagrante le droit international et les principes de la charte des Nations unies, et porte atteinte à la sécurité et à la stabilité européennes ».
Le Conseil « appelle la Russie à cesser immédiatement ses actions militaires, à retirer sans condition toutes ses forces et équipements militaires de la totalité du territoire ukrainien et à respecter pleinement l'intégrité territoriale, la souveraineté et l'indépendance de l'Ukraine à l'intérieur de ses frontières reconnues au niveau international. ».
Le Conseil européen décide du principe de nouvelles sanctions qui visent l'économie et les élites russes, en complément de celles adoptées depuis 2014 en réaction à l'annexion de la Crimée et de celles déjà adoptées le 23 février 2022 par le Conseil de l'Union européenne en réponse à la reconnaissance par la Russie des républiques autonomes autoproclamées de Donetsk et de Lougansk.

## Suites du Conseil européen relatives à la situation en Ukraine
Entre le Conseil européen du 24 février 2022 et la réunion informelle des dirigeants de l'UE des 10 et 11 mars 2022, le Conseil de l'UE  se réunit à plusieurs reprises pour adopter des mesures supplémentaires afin de prendre en compte les évolutions politique, militaire et humanitaire de la situation en Ukraine.

### Réunion du Conseil Affaires étrangères
Une réunion extraordinaire du Conseil des Affaires étrangères de l'UE se tient le 25 février 2022. Les ministres adoptent formellement les mesures définies la veille par le Conseil européen, et les étendent à Vladimir Poutine et Sergueï Lavrov,.
Les principales mesures prises sont des sanctions individuelles contre des dirigeants de la Russie mais aussi de la Biélorussie, des sanctions financières, des sanctions concernant les secteurs de l'énergie, des transports et des technologies. Par ailleurs la politique des visas est revue de manière à en rendre plus restrictive leur délivrance.
Les mesures restrictives individuelles s'appliqueront à un total de 654 personnes et 52 entités, et comprennent un gel des avoirs et une interdiction de mettre des fonds à la disposition des personnes et entités inscrites sur la liste. En outre, une interdiction de voyager applicable aux personnes inscrites sur la liste les empêche d'entrer sur le territoire de l'UE ou de transiter par celui-ci.
Dans le secteur de l'énergie, l'UE interdit la vente, la fourniture, le transfert ou l'exportation vers la Russie de biens et technologies spécifiques utilisés dans des raffineries de pétrole.
Dans le secteur des transports, l'UE introduit une interdiction des exportations applicable aux biens et technologies dans le secteur de l'aviation et de l'industrie spatiale, ainsi qu'une interdiction de fournir des services d'assurance, de réassurance et d'entretien en rapport avec ces biens et technologies.
Dans le secteur des technologies, l'UE impose de nouvelles restrictions aux exportations de biens et technologies à double usage, ainsi que des restrictions aux exportations de certains biens et technologies susceptibles de contribuer au renforcement technologique du secteur russe de la défense et de la sécurité.

### Visioconférence des ministres des Affaires étrangères et réunion du Conseil de l'UE
Le 28 février 2022, les ministres des Affaires étrangères et le Conseil de l'UE adoptent de nouvelles mesures restrictives eu égard aux actions compromettant ou menaçant l’intégrité territoriale, la souveraineté et l’indépendance de l’Ukraine,.
Ces mesures concernent premièrement la fourniture d'équipements et de matériel aux Forces armées ukrainiennes, y compris, pour la première fois, des équipements létaux, pour un montant total de 500 millions €, deuxièmement l'interdiction de l'espace aérien européen aux avions russes, et troisièmement l'interdiction d'effectuer des transactions avec la banque centrale russe.
Le Conseil ajoute 26 personnes et une entité à la liste des personnes, entités et organismes faisant l'objet de mesures restrictives. Les mesures restrictives, qui s'appliquent désormais à un total de 680 personnes et 53 entités, comprennent un gel des avoirs, une interdiction de mettre des fonds à la disposition de ces personnes et entités, et une interdiction de voyager sur le territoire de l'UE.

### Conseil de l'UE
Le 2 mars 2022, le Conseil de l'UE instaure de nouvelles mesures restrictives touchant le secteur financier et les médias publics de la Russie,.
Concernant le secteur financier, l'UE interdit :
- la fourniture de services spécialisés de messagerie financière, qui sont utilisés pour échanger des données financières (SWIFT), à Bank Otkritie, à Novikombank, à Promsvyazbank, à Rossiya Bank, à Sovcombank, à Vnesheconombank (VEB), et à VTB Bank ;
- l'investissement dans de futurs projets cofinancés par le Russian Direct Investment Fund ;
- la vente, la fourniture, le transfert ou l'exportation de billets de banque libellés en euros à la Russie[8].

Concernant le secteur des médias, l'UE suspend les activités de diffusion de Sputnik et de RT/Russia Today (RT English, RT UK, RT Germany, RT France et RT Spanish) dans l'UE ou en direction de l'UE, jusqu’à ce que l'agression contre l'Ukraine prenne fin et jusqu'à ce que la fédération de Russie et ses médias associés cessent de mener des actions de désinformation et de manipulation de l'information contre l'UE et ses États membres.
Le 9 mars 2022,  le Conseil adopte des mesures supplémentaires ciblant la Biélorussie et la Russie,. Des mesures visant le secteur financier, similaires de celles visant déjà la Russie, sont étendues à la Biélorussie. Le Conseil introduit aussi de nouvelles mesures restrictives en ce qui concerne l'exportation vers la Russie de biens et technologies de radiocommunication destinés à la navigation maritime. Enfin, le Conseil impose des mesures restrictives contre 160 personnes supplémentaires en Russie.

### Réunion du Conseil Justice et affaires intérieures
Le Conseil de l'UE Justice et Affaires intérieures se réunit les 3 et 4 mars 2022. Concernant l'Ukraine, les ministres de l'Intérieur de l’UE décident à l'unanimité d'activer la directive 2001/55/CE du Conseil du 20 juillet 2001 qui permet de mettre en place un mécanisme de protection temporaire pour répondre à l’afflux de personnes déplacées en provenance d’Ukraine.
Ce dispositif permettra aux Etats membres de l’Union européenne d’offrir aux personnes éligibles qui fuient le conflit en Ukraine de bénéficier d’un statut protecteur similaire à celui de réfugié, dans n’importe quel pays de l’Union européenne pour une durée d’un an renouvelable.

## Pays participants et représentants

### Conseil européen et États membres
| - Allemagne – Olaf Scholz, Chancelière - Autriche – Karl Nehammer, Chancelière - Belgique – Alexander De Croo, Premier ministre - Bulgarie – Kiril Petkov, Premier ministre - Chypre – Níkos Anastasiádis, Président - Croatie – Andrej Plenković, Premier ministre - Danemark – Mette Frederiksen, Premier ministre - Espagne – Pedro Sánchez, Président du gouvernement - Estonie – Kaja Kallas, Premier ministre - Finlande – Sanna Marin, Premier ministre - France – Emmanuel Macron, Président - Grèce – Kyriákos Mitsotákis, Premier ministre - Hongrie – Viktor Orbán, Premier ministre - Irlande – Micheál Martin, Taoiseach - Italie – Mario Draghi, Président du Conseil des ministres | - Lettonie – Arturs Krišjānis Kariņš, Premier ministre - Lituanie – Gitanas Nausėda, Président - Luxembourg – Xavier Bettel, Premier ministre - Malte – Robert Abela, Premier ministre - Pays-Bas – Mark Rutte, Premier ministre - Pologne – Mateusz Morawiecki, Premier ministre - Portugal – António Costa, Premier ministre - Roumanie – Klaus Iohannis, Président - Slovaquie – Eduard Heger, Président du gouvernement - Slovénie – Janez Janša, Président du gouvernement - Suède – Magdalena Andersson, Premier ministre - Tchéquie – Petr Fiala, Président du gouvernement - Union européenne – Charles Michel, Président du Conseil européen - Union européenne – Ursula von der Leyen, Président de la Commission européenne |

## Sources

#### Documents et publications de l'UE
- « Réunion extraordinaire du Conseil européen, 24 février 2022 », sur Consilium, 24 février 2022.
- « Conclusions du Conseil européen, 24 février 2022 », sur Consilium, 24 février 2022.
- « Agression militaire de la Russie contre l'Ukraine: l'UE impose des sanctions à l'encontre du président Poutine et du ministre des affaires étrangères Lavrov et adopte des sanctions individuelles et économiques de grande ampleur », sur Consilium, 25 février 2022 (consulté le 28 février 2022).
- « L'UE adopte une nouvelle série de mesures pour répondre à l'agression militaire russe contre l'Ukraine », sur Consilium, 28 février 2022 (consulté le 4 mars 2022).
- « Mesures restrictives de l'UE en réaction à la crise en Ukraine », sur Consilium, 26 février 2022 (consulté le 26 février 2022).
- « Agression militaire de la Russie contre l'Ukraine: le Conseil impose des sanctions à l'encontre de 26 personnes et d'une entité », sur Consilium, 28 février 2022 (consulté le 4 mars 2022).
- « Agression militaire de la Russie contre l'Ukraine: l'UE exclut certaines banques russes du système SWIFT et instaure de nouvelles restrictions », sur Consilium, 2 mars 2022 (consulté le 4 mars 2022).
- « L'UE impose des sanctions aux médias publics RT/Russia Today et Sputnik, qui diffusent dans l'UE », sur Consilium, 2 mars 2022 (consulté le 4 mars 2022).
- « Conseil "Justice et affaires intérieures", 3-4 mars 2022 », sur Consilium, 4 mars 2022 (consulté le 4 mars 2022).
- « Agression militaire de la Russie contre l'Ukraine: l'UE adopte de nouvelles mesures sectorielles ciblant la Biélorussie et la Russie », sur Consilium, 9 mars 2022.
- « L'UE impose des mesures restrictives à l'encontre de 160 personnes à la suite de l'agression militaire de la Russie contre l'Ukraine », sur Consilium, 9 mars 2022.

#### Articles
- Jean-Pierre Stroobants, « Guerre en Ukraine : les Européens étendent leurs sanctions à Poutine, mais ne parviennent pas à s’accorder sur le système bancaire Swift », Le Monde,‎ 26 février 2022 (lire en ligne ).
- Anne Rovan, « Guerre en Ukraine : les Européens frappent l'économie et les élites russes », Le Figaro,‎ 25 février 2022 (lire en ligne).

## Compléments